# Hieracium lusitanicum
Hieracium lusitanicum é uma espécie de planta com flor pertencente à família Asteraceae. 
A autoridade científica da espécie é Arv.-Touv., tendo sido publicada em Bull. Herb. Boissier Ser. I. v. 731 (1897).

## Portugal
Trata-se de uma espécie presente no território português, nomeadamente em Portugal Continental.
Em termos de naturalidade é endémica da Península Ibérica.

## Protecção
Não se encontra protegida por legislação portuguesa ou da Comunidade Europeia.